# Joueur français de l'année 2014
Navigation
Édition précédente Édition suivante
Le joueur français de l'année 2014 est un trophée récompensant le meilleur footballeur français au cours de l'année civile 2014. Il s'agit de la 57e remise du trophée du meilleur joueur français depuis 1958.

## Palmarès
| # | Nom            | Club        |
| - | -------------- | ----------- |
| 1 | Karim Benzema  | Real Madrid |
| 2 | Paul Pogba     | Juventus    |
| 3 | Raphaël Varane | Real Madrid |